# Saint-Senoch
 Saint-Senoch  es una población y comuna francesa, situada en la región de  Centro, departamento de Indre y Loira, en el distrito de Loches y cantón de Ligueil.

## Demografía
| 565 | 494 | 401 | 382 | 419 | 420 |
| Para los censos de 1962 a 1999 la población legal corresponde a la población sin duplicidades (Fuente: INSEE [Consultar]) |     |     |     |     |     |